# Centruroides rileyi
Espèce
Centruroides rileyi est une espèce de scorpions de la famille des Buthidae.

## Distribution
Cette espèce est endémique du Mexique. Elle se rencontre dans le Sud du Tamaulipas, dans l'Est du San Luis Potosí, au Puebla et dans le Nord du Veracruz.

## Description
Le mâle holotype mesure 29,75 mm et la femelle paratype 29,85 mm.
Les mâles mesurent de 30 à 35,1 mm et les femelles de 30,9 à 37,2 mm.

## Étymologie
Cette espèce est nommée en l'honneur d'Edward Riley.

## Publication originale
- Sissom, 1995 : « Redescription of the scorpion Centruroides thorelli Kraepelin (Buthidae) and description of two new species. » Journal of Arachnology, vol. 23, no 2, p. 91-99 (texte intégral).